# Museo della pace di Imphal
Il Museo della pace di Imphal (IMP) (in lingua manipuri: Imphal Aying-Achik Pukei Lankei Shanglen, in giapponese: インパール平和資料館, latinizzato: Inpāru heiwa shiryōkan) è un museo della Seconda Guerra Mondiale situato alle pendici delle Colline Rosse (Maibam Lokpa Ching) nello Stato del Manipur in India.
È stato costruito come museo in memoria della battaglia di Imphal, combattuta tra l'8 marzo e il 3 luglio del 1944 tra il Regno Unito e l'Impero giapponese durante la Seconda guerra mondiale. Oltre al museo fu edificato un cimitero di guerra da parte della Commonwealth War Graves Commission.
È supportato dalla Nippon Fundation (TFN) in collaborazione con il Forum del turismo di Manipur e il governo di Manipur.
Il museo ha vinto il premio India's Best Design Award nel 2019, anno in cui venne fondato per ricordare il 75º anniversario della battaglia di Imphal.